# Hệ thống phong tỏa Lục địa

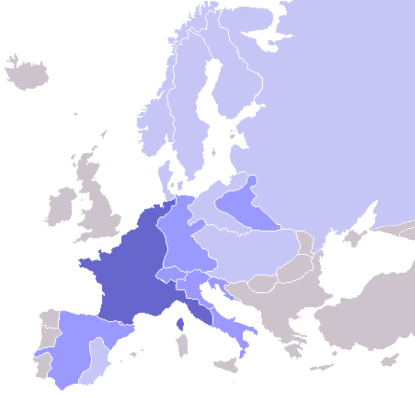
Châu Âu năm 1811:
- Xanh đậm - Đế quốc Pháp,
- Xanh lơ - Quốc gia vệ tinh của Pháp,
- Xanh xám - Các quốc gia thuộc Hệ thống Lục địa.

Hệ thống lục địa hay cuộc phong tỏa lục địa là chính sách của Napoleon nhằm tiến hành chiến tranh với Anh về phương diện kinh tế sau khi chinh phục được nước Phổ và các quốc gia Đức. Mục đích là đẩy nền kinh tế của Anh đến chỗ chết ngạt, ngăn cản hoạt động buôn bán của Anh với toàn bộ các nước trên lục địa châu Âu dưới quyền của Napoleon (sau này là tất cả đều nằm dưới quyền trực tiếp hay gián tiếp của Napoleon). Cuộc phong toả này gây ra nhiều ảnh hưởng với nền kinh tế của châu Âu. Nó ngăn cản các nước trên lục địa tiếp cận và buôn bán với Anh. Cùng với cuộc phong toả là rất nhiều điều luật gây thiệt hại kinh tế như cấm vận các hàng hoá từ thuộc địa (tình nghi là hàng của Anh), làm thu hẹp thị trường của nhiều ngành công nghiệp của các nước cũng như Pháp; kinh tế, tài chính, tiền bạc của các nước phụ thuộc Pháp mất giá, suy yếu trầm trọng và cũng góp phần gây khủng hoảng kinh tế của Đế chế Pháp. Cuộc phong toả kết thúc khi Napoleon bại trận và Đệ nhất Đế chế Pháp sụp đổ.